# Gare d'Ishiyama
La gare d'Ishiyama (石山駅, Ishiyama-eki) est une gare ferroviaire située à Ōtsu, dans la préfecture de Shiga au Japon.

## Situation ferroviaire
La gare se trouve au point kilométrique (PK) 499,1 de la ligne principale Tōkaidō.

## Histoire
La gare a ouvert le 1er avril 1903.

## Service des voyageurs

### Accueil
La gare dispose d'un bâtiment voyageurs, avec guichets, ouvert tous les jours.

### Desserte
- Ligne Biwako :
  - voies 1 et 2 : direction Kyoto et Osaka
  - voies 3 et 4 : direction Kusatsu et Maibara

### Intermodalité
La gare de Keihan-Ishiyama de la ligne Keihan Ishiyama Sakamoto est située à proximité immédiate de la gare.